# Husvagn

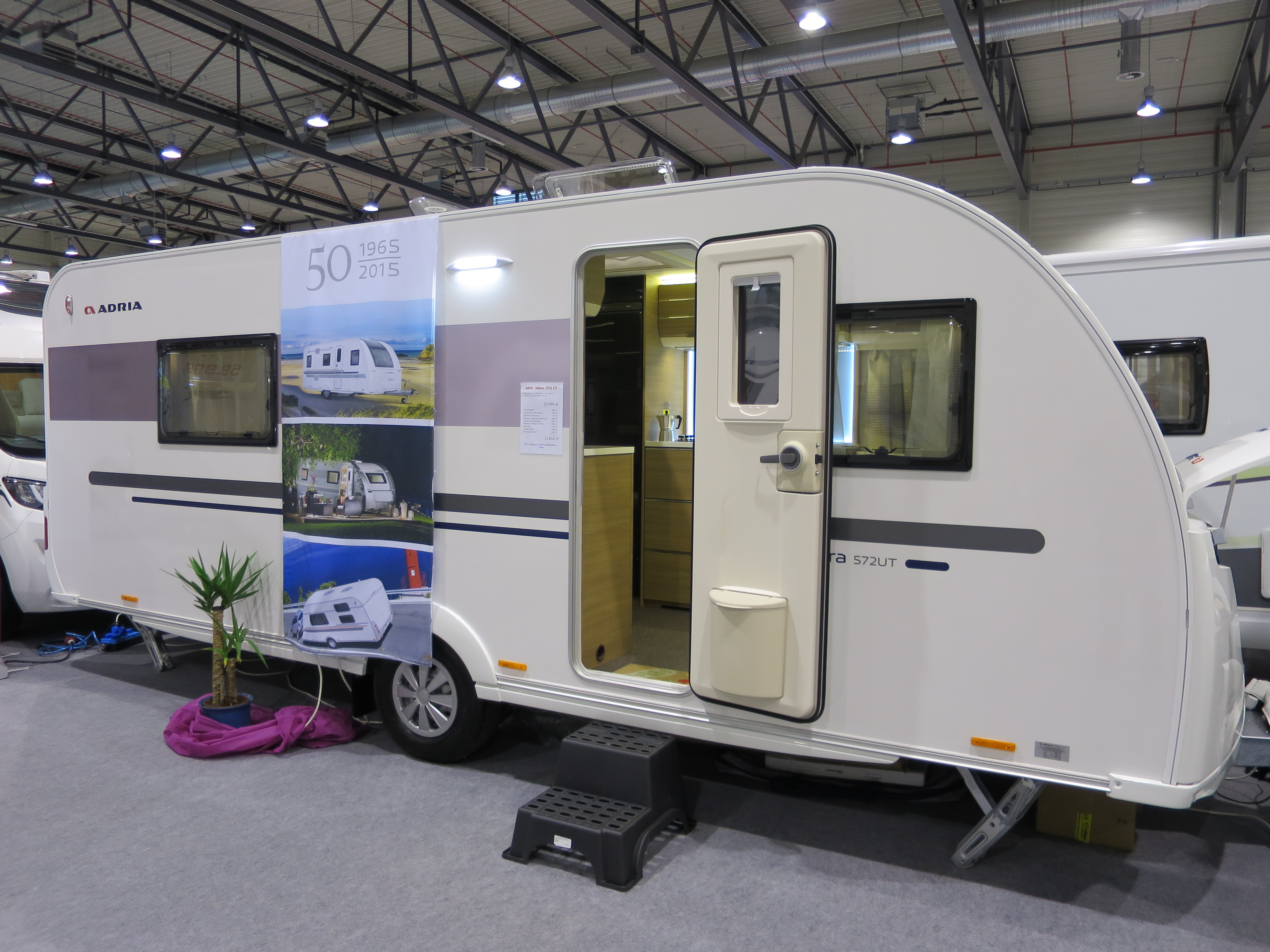
En modern husvagn från Adria

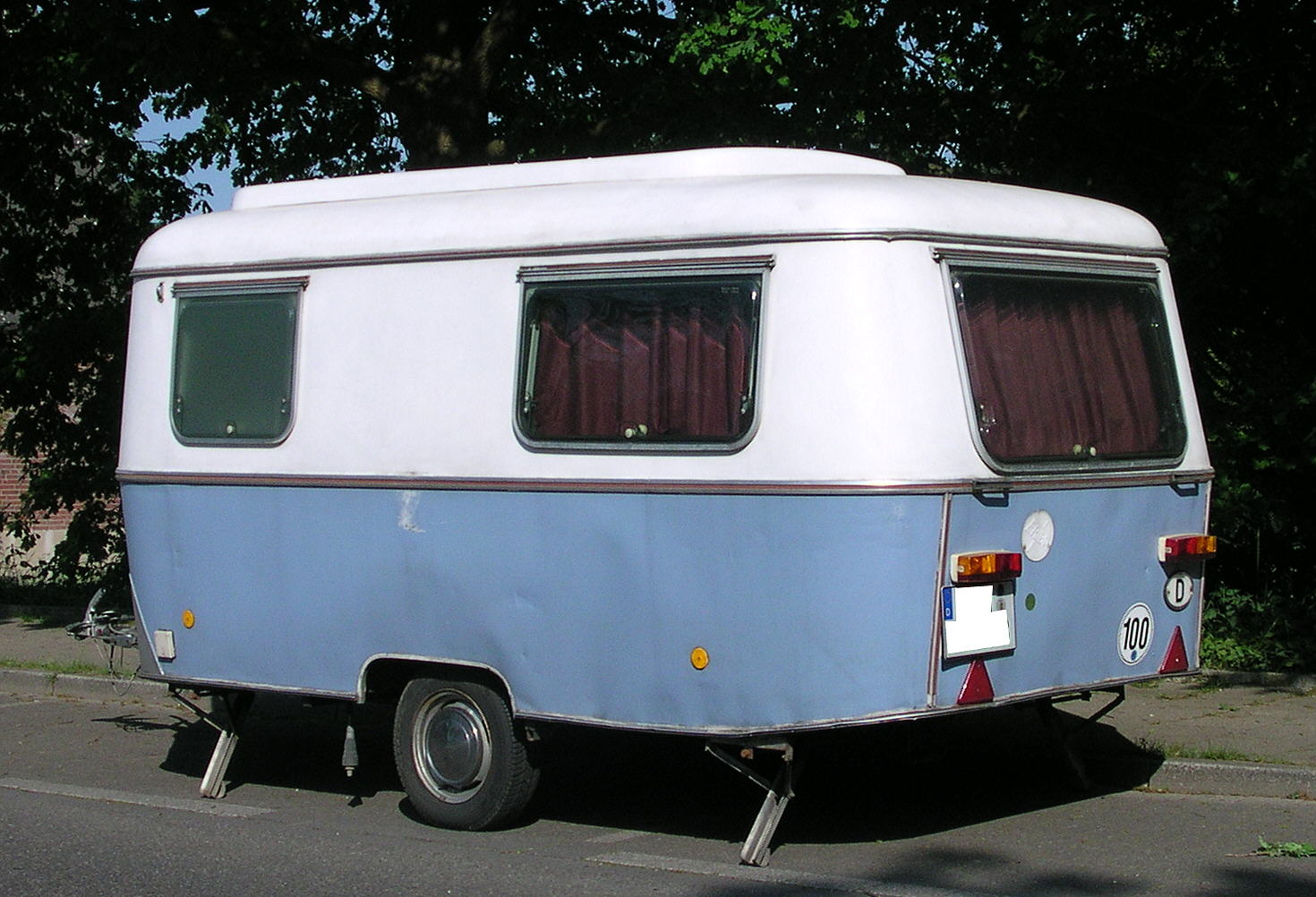
Eriba Triton

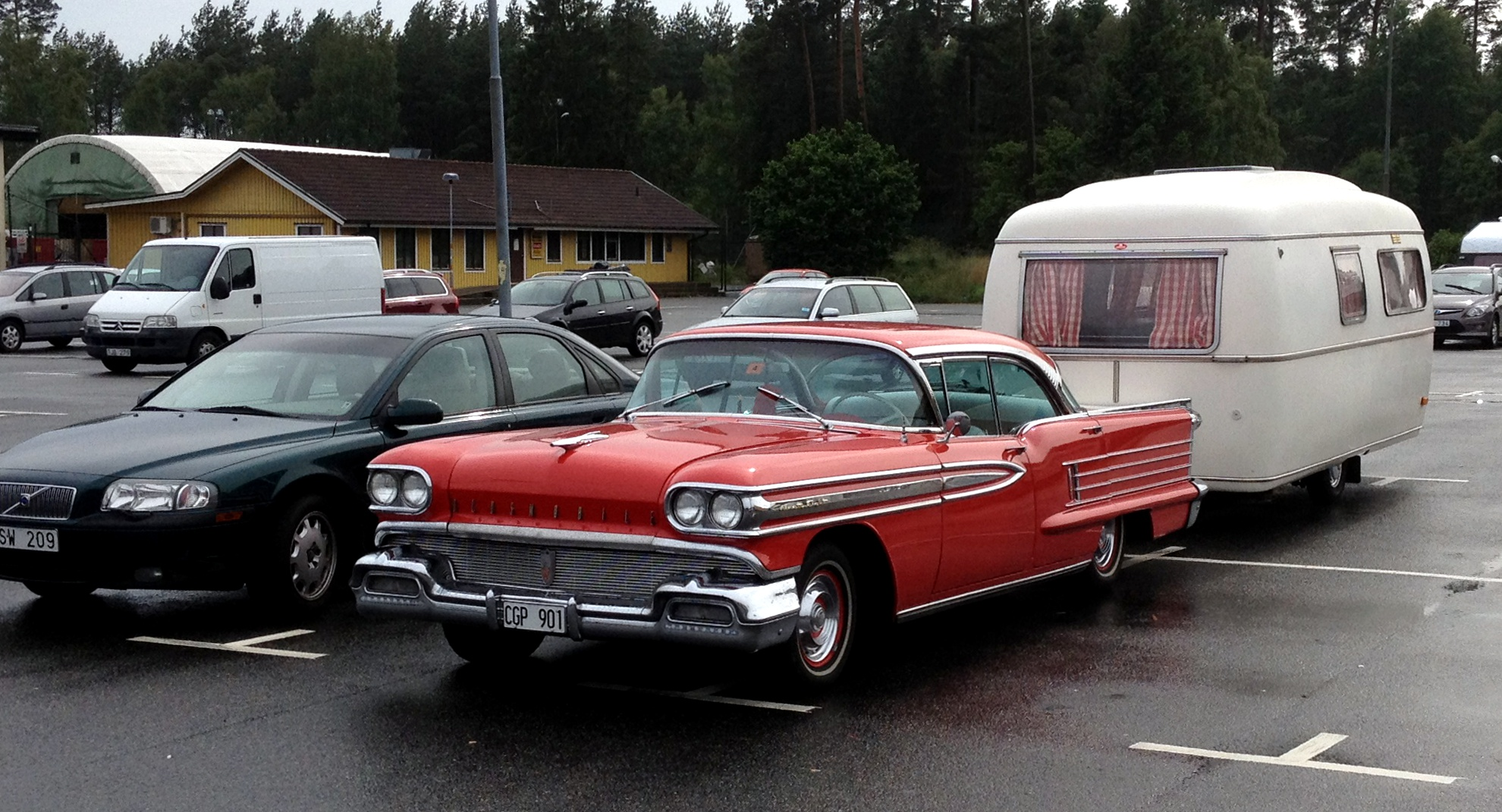
Oldsmobile med en MKP-husvagn

En husvagn är en bildragen släpvagn med husinredning som sängar, kokmöjligheter, matplats, toalett och ibland även dusch. Nyare husvagnar förses oftast med gasolpanna och golvvärme, samt även mikrovågsugn eller fullstor gasspis. Konfigurationerna bestäms oftast av kunden, t.ex. dinetter, långbäddar, dubbelbäddar, toalettrummets storlek samt eventuella tillbehör så som gaslarm och TV.
Konstruktionen består av ett lättviktschassi med enkel- eller dubbelaxlar, oftast felbenämnt boggi. På chassit vilar en skiva av trämaterial som isoleras likt väggarna och taket. Väggarna och taket byggs oftast med kulhamrad ytterplåt limmat på styrencellplast som i sin tur är limmat på en fanerskiva som tapetseras med tapet på motsatta sidan.

## Historik
De första bildragna husvagnarna byggdes kring 1897, och innan dess fanns det hästdragna bostadsvagnar.
Sveriges första husvagnsfabrik, SMV, startades 1948 i Örebro och följdes under 50- och 60-talen av Kabe (1958-), Polarvagnen (Polar) (1964-), Cabby (1964-2016). Det finns totalt cirka 200 000 husvagnar i Sverige. Till Europas största tillverkare märks främst Hobby (1967-), Knaus (1961-), Dethleffs (1931-), LMC (1959-), Hymer (1948-), TEC (1957-), och Tabbert (1953-) (samtliga Tyskland) och Adria (1965-) (Slovenien).
Förutom de större husvagnstillverkarna fanns flera mindre tillverkare i Sverige redan 1947, bland annat Wuco i Ödeborg 1947–omkring 1955 och Helander/Svenska Nomad i Göteborg 1947–1952.

## Olika typer
Det är vanligt att sätta ett förtält på sin husvagn som väderskydd och utökad yta.
En villavagn är en typ av husvagn vars prioritet inte är förflyttning. De är oftast så breda (upp till 3,70 meter) att de inte kan förflyttas på allmänna vägar utan dispenstransport. Vagnen flyttas oftast bara någon enstaka gång, t.ex. från fabrik till campingplatsen eller bara inom campingen. Vanligtvis byggs en altan i höjd med vagnens golv och flertalet vagnar har fasta anslutningar för vatten och avlopp.
En liknande konstruktion är husbilen.

## I kulturen
En sång om husvagnar med namnet Husvagn har skrivits av Galenskaparna och After Shave och framförts i musikal-TV-serien Macken från 1986.